# Human Dust Suite
Human Dust Suite ist ein Jazzalbum von Miki Yamanaka. Die um 2019 entstandenen Aufnahmen erschienen am 18. September 2020 auf dem Label Outside in Music.

## Hintergrund
Die Pianistin und Vibraphonistin Miki Yamanaka spielte auf ihrem zweiten Album unter eigenem Namen mit Anthony Orji (Altsaxophon), Orlando le Fleming (Bass) und Jochen Rückert (Schlagzeug). Inspiriert von einer Fotografie von 1969, Human Dust von der amerikanischen Konzeptkünstlerin Agnes Denes, untersuchen die fünf Teile der Human Dust Suite jeweils einen bestimmten Aspekt der menschlichen Anatomie und die Rolle, die sie bei der Schaffung eines ganzen Lebens spielt. Der Titel „March“ ist eine Hommage an den 2013 verstorbenen Pianisten Mulgrew Miller. Die einzige Fremdkomposition ist Randy Westons „Berkshire Blues“, ein Stück aus dessen Album Randy! (1964).

## Titelliste

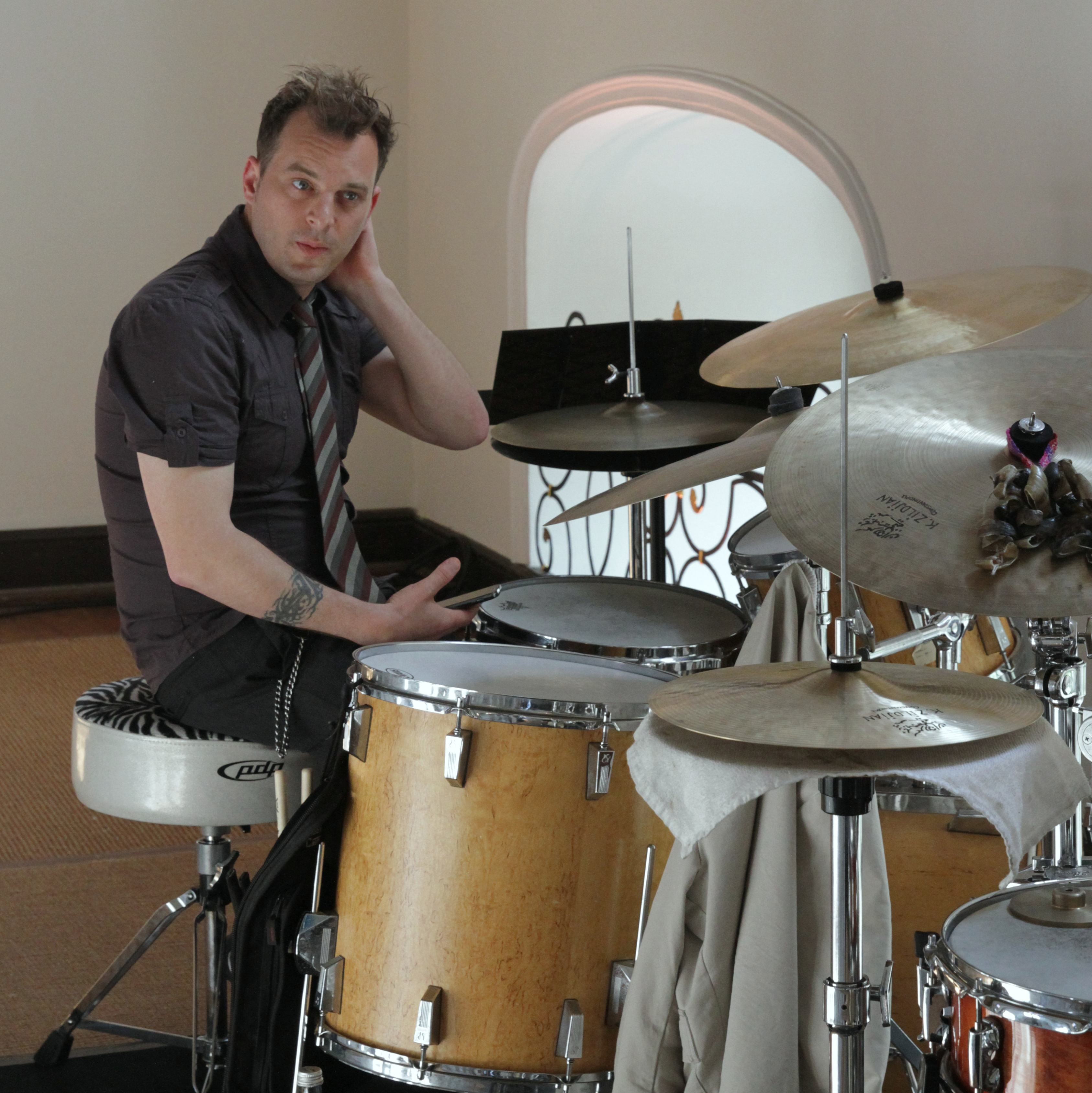
Jochen Rückert 2014

- Miki Yamanaka: Human Dust Suite (Outside In Music OIM2024)[2]
  1. Pre School, 6:23
  2. March, 7:34
  3. First Day of Spring, 5:40
  4. Human Dust Suite, I: Brain, 5:18
  5. Human Dust Suite II: Hatsu, 1:28
  6. Human Dust Suite III: Tummy, 6:48
  7. Human Dust Suite IV: Feet Go Bad First, 4:01
  8. Human Dust Suite V:Party’s Over, 5:14
  9. O, 2:46
  10. After the Night, 4:51
  11. Berkshire Blues (Randy Weston), 5:48
- Sofern nicht anders angegeben, stammen alle Kompositionen von Miki Yamanaka.

## Rezeption
Das Album erfuhr durchweg positive Resonanz; der Down Beat lobte, Miki Yamanaka sei eine einzigartige Stimme auf dem Klavier mit großen harmonischen Instinkten. George W. Harris schrieb in Jazz Weekly, mit ihrer Mischung aus Klavier- und Vibraphon-Stücken zeige Miki Yamanaka große Flexibilität, angefangen beim dunklen Schritt in einem Salon bis hin zum bissigen Swing bei „Berkshire Blues“ und dem Abpraller mit Rückert bei „After The Night“. Yamanaka zeige persönliches Klavierspiel, resümiert der Autor.
Nach Ansicht von Mike Jurkovic, der das Album in All About Jazz rezensierte, besitze Miki Yamanaka eine leichte, ausdrucksstarke Note und einen soliden Mainstream-Ansatz. In der Human Dust Suite zeige sich  eine deutlich verbesserte Gesetztheit und ein wachsendes harmonisches Interesse, gegenüber ihrem weithin anerkannten Debütalbum Miki (Cellar Live, 2018). Möglicherweise gestärkt durch ihre Arbeit mit der sich ständig weiterentwickelnden Roxy Coss steuere Yamanaka ihre vielseitigen Kollegen durch eine belebte Session, in der die Human Dust Suite im Mittelpunkt stehe. Diese öffnet sich in „Human Dust Suite I Brain“ mit nervöser Aktivität und fliegenden Gedanken, bis Orji mit seinem fundierten Ton die Vergänglichkeiten auflöst und mehr Fokussierung ermöglicht. „Aber wie jedes Lebewesen, gleichermaßen reflektierend und überschwänglich, fliegt das Quartett […] im Rest der Suite und in den sprudelnden, stilisierten Epilogen ‚After the Night‘ und einer eingängigen 5/4-Takt-Version von Randy Westons bluesigen ‚Berkshire Blues‘ davon.“